# Hakan Köseoğlu
Hakan Köseoğlu, né le 12 décembre 1981 à Istanbul, en Turquie, est un joueur turc de basket-ball. Il évolue au poste de meneur.